# The Israeli Network
The Israeli Network (en hébreu : הערוץ הישראלי) est une chaîne de télévision privée israélienne à vocation internationale. Lancée en 2001, elle intègre des programmes issus des chaînes nationales publiques (Aroutz 1) et privées (Aroutz 2, Channel 10, Israeli Educational Television).

## Histoire
The Israeli Network est créée en 2001 avec une diffusion en hébreu et visant la communauté juive internationale. En 2010, la chaîne introduit le sous-titrage en anglais dans la diffusion de ses programmes.

## Diffusion
The Israeli Network est disponible sur abonnement au Proche-Orient, en Amérique du Nord (Dish Network aux États-Unis, Rogers Câble au Canada) ainsi qu'en Europe (Bouygues Telecom, Free, Numericable et SFR en France).

## Programmation
Média généraliste, elle diffuse des séries (en hébreu ou version originale sous-titrée), des bulletins d'information, des talk-shows ou des émissions musicales à destination de la diaspora juive de par le monde.

### Pages liées
- Diaspora juive